# Liste der Ortschaften im Bezirk Innsbruck-Land
Die Liste der Ortschaften im Bezirk Innsbruck-Land enthält alle 63 Gemeinden und ihre zugehörigen Ortschaften im Tiroler Bezirk Innsbruck-Land (Einwohnerzahlen in Klammern vom 1. Jänner 2024).
Kursive Gemeindenamen sind keine Ortschaften, in Klammern der Status Markt bzw. Stadt. Die Angaben erfolgen im offiziellen Gemeinde- bzw. Ortschaftsnamen, wie von der Statistik Austria geführt.
- Absam (7.374)
- Aldrans (2.829)
- Ampass (1.836)
- Axams (5.287)
  - Axamer Lizum (9)
  - Bachl (470)
  - Kristen (559)

- Baumkirchen (1.265)
- Birgitz (1.511)
- Ellbögen (1.183)
- Flaurling (1.306)
- Fritzens (2.189)
- Fulpmes (Markt; 3.218)
  - Medraz (1.381)

- Gnadenwald (846)
- Götzens (4.188)
- Gries am Brenner (1.360)
- Gries im Sellrain (621)
- Grinzens (1.474)
- Gschnitz (449)
- Hall in Tirol (Stadt; 14.135)
  - Heiligkreuz (620)

- Hatting (1.443)
  - Hattingerberg (82)

- Inzing (3.841)
  - Eben (73)
  - Hof (41)
  - Moos (0)
  - Schindeltal (57)
  - Toblaten (100)

- Kematen in Tirol (3.228)
  - Afling (76)

- Kolsass (1.674)
- Kolsassberg (869)
- Lans (1.173)
- Leutasch (2.525)
- Matrei am Brenner (Markt; 919)
  - Altstadt (24)
  - Matreiwald (61)
  - Mühlbachl (61)
  - Mützens (381)
  - Obfeldes (29)
  - Pfons (577)
  - Schöfens (620)
  - Statz (594)
  - Zieglstadl (290)

- Mieders (1.987)
- Mils (4.660)
- Mutters (1.697)
  - Kreith (197)
  - Raitis (413)

- Natters (2.114)
- Navis
  - Außerweg (1.014)
  - Oberweg (671)
  - Unterweg (369)

- Neustift im Stubaital (5.006)
- Oberhofen im Inntal (1.924)
- Obernberg am Brenner (402)
- Oberperfuss (3.106)
- Patsch (1.143)
- Pettnau (1.114)
- Pfaffenhofen (1.286)
- Polling in Tirol (1.164)
  - Pollingberg (207)

- Ranggen (1.137)
- Reith bei Seefeld (1.571)
- Rinn (1.944)
- Rum (Markt; 9.426)
- St. Sigmund im Sellrain (186)
- Scharnitz (1.445)
- Schmirn
  - Außerschmirn (695)
  - Innerschmirn (179)

- Schönberg im Stubaital (1.063)
- Seefeld in Tirol (3.639)
- Sellrain (1.335)
- Sistrans (2.288)
- Steinach am Brenner (Markt; 2.812)
  - Mauern (565)
  - Stafflach (299)

- Telfes im Stubai (1.618)
- Telfs (Markt; 15.732)
  - Bairbach (63)
  - Birkenberg (9)
  - Telfs (13)
  - Buchen (40)
  - Hinterberg (26)
  - Lehen (27)
  - Mösern (272)
  - Platten (35)
  - St. Veit (19)
  - Wildmoos (8)

- Thaur (4.369)
- Trins (1.384)
- Tulfes (1.222)
  - Volderwald (510)

- Unterperfuss (239)
- Vals (528)
- Völs (Markt; 7.275)
- Volders (3.899)
  - Großvolderberg (491)
  - Kleinvolderberg (195)

- Wattenberg (794)
- Wattens (Markt; 8.113)
- Wildermieming (1.010)
- Zirl (Markt; 8.324)